# Турта, Сергей Александрович
Сергей Александрович Турта (род. 31 октября 1950) — российский бизнесмен и муниципальный политик, бывший депутат Мосгордумы от партии «Единая Россия». В Московской городской Думе с 2001 года, дважды в 2005 и 2009 году после этого переизбирался. Видный участник команды Лужкова.

## Биография
Родился на Донбассе в семье рабочих. По собственным словам, до того как стать военным работал слесарем в локомотивном депо. Окончил Симферопольское высшее военно-политическое строительное училище и Военно-политическую академию имени В. И. Ленина. После учёбы служил политработником на полигоне Капустин Яр в Астраханской области. С 1976 года служил в столице, в том числе в НИИ военной организации. Полковник запаса.

### В бизнесе
C 1992 года глава общества с ограниченной ответственностью «ВИРС».
В начале 1994 года Турта создал АОЗТ «НОТА БЕНЕ».
После этого Турта занимал кресло генерального директора «Хопер-Инвест». Часть руководства компании впоследствии в 2001 году были признаны виновными в совершении преступления, предусмотренного статьей «мошенничество».
C 1995 года Турта возглавлял фирму «Столица М», которая занималась оформление городских автотрасс к различным праздникам. «Новая газета» утверждала 2000 году, что структуры подчиненные Сергею Александровичу стали монополистами в сфере праздничного оформления города.
В 2001 году бизнесмен был назначен сопредседателем общероссийской общественной организации «Деловая Россия».
Являлся совладельцем фирм ОАО «Мосгорреклама» и ЗАО "Рекламная Фирма «Столица-М», которые стали участницами скандала в 2004 году в связи с получением 50 % льготы на оплату арендной платы городу. По мнению Московской городской думы никакого ущерба городу нанесено не было. Уголовное дело по этому эпизоду прекращено в июне 2011 года за истечением срока давности. Кроме того «Мосгорреклама» имела право не платить арендную плату городу за афиши с 2003 по 2012 год.
Фирма Сергея Турта ЗАО «Столица-М», занимающая наружной рекламой, имела оборот в 2010 году порядка 1,5 миллиарда рублей.
Принадлежащая депутату, Мосгорреклама подавала в суд на столичные власти в 2011 году, оспаривая демонтаж рекламных перетяжек.
По информации издания «The Moscow Post», в 2012 году партнёры из News Outdoor смогли выдавить Турту из «Мосгорреклама» и «Столица-М».
Из деклараций депутатов Мосгордумы в 2014 году следует, что Турта получил максимальный доход среди всех депутатов.
Является инвестором-собственником проекта «Вакинское Агро», роботизированная молочная ферма в Рязанской области. В 2015 году руководитель совета директоров этого комплекса. Журнал «Агроинвестор» утверждает, что это крупнейший в мире комплекс автоматизированного доения. Министерство Сельского хозяйства Российской федерации говорит лишь о крупнейшем в Европе.

### В политике
На официальном сайте Московской городской Думы утверждается, что до избрания депутатом Сергей Александрович работал президентом благотворительного фонда «Мир и согласие». Газета «Завтра» считает, что Сергей Александрович предпочитает не распространяться о коммерческих фирмах, в которых работал до того как стал депутатом.
4 декабря 2005 года второй раз становится депутатом Московской городской Думы, выиграв выборы по 9 округу.
11 октября 2009 года снова выиграл выборы по избирательному округу № 9 (Выхино-Жулебино, Капотня, Люблино, Марьино).